# Suki Kim
Pour les articles homonymes, voir Kim.
Suki Kim, née le 19 septembre 1970 à Séoul, est une écrivaine coréo-américaine. Elle est lauréate de la bourse Fulbright et autrice du roman primé The Interpreter et d'un essai littéraire à succès du New York Times : Without You, There Is No Us: Undercover Among the Sons of North Korea's Elite. 
Suki Kim est la seule écrivaine à avoir vécu sous couverture en Corée du Nord pour le journalisme immersif.

## Biographie et œuvre
Suki Kim naît à Séoul, en Corée du Sud, le 19 septembre 1970. Elle émigre aux États-Unis avec sa famille à treize ans, s'installant dans les quartiers périphériques de New York. Suki Kim a la citoyenneté américaine.
Elle est diplômée du Barnard College en 1992 avec un baccalauréat universitaire en anglais. Kim a également vécu à Londres pendant plusieurs années, étudiant la littérature est-asiatique à la School of Oriental and African Studies. Elle est lauréate de la bourse Fulbright, une bourse Guggenheim et une bourse de recherche Open Society Foundations.
Son premier roman, The Interpreter, publié par Farrar, Straus and Giroux, est l'énigme d'un meurtre sur une jeune femme coréo-américaine, Suzy Park, vivant à New York et cherchant des réponses sur les raisons pour lesquelles ses parents commerçants ont été assassinés. Suki Kim a pris un emploi à court terme en tant qu'interprète à New York pour travailler à un roman sur la vie d'un interprète. Le livre a reçu des critiques positives et a remporté le PEN Beyond Margins Award et le Gustavus Myers Outstanding Book Award, et a été finaliste pour un Hemingway Foundation / PEN Award. L'interprète a été traduit en néerlandais, français, coréen, italien et japonais.
Suki Kim a visité la Corée du Nord en février 2002 pour participer à la célébration du 60e anniversaire de Kim Jong-il et a écrit un essai de couverture pour The New York Review of Books.
Elle a accompagné l'orchestre philharmonique de New York en février 2008, lorsqu'ils se sont rendus à Pyongyang pour la visite culturelle historique en Corée du Nord depuis les États-Unis. Son article, « Un très grand spectacle : la fantaisie de l'Orchestre philharmonique de New York en Corée du Nord », a été publié dans le magazine Harper en décembre 2008.
Son deuxième livre, Without You, There Is No Us: Undercover Among the Sons of North Korea's Elite, est un essai littéraire sur ses trois mois et demi en Corée du Nord, lorsqu'elle enseignait l'anglais aux futurs dirigeants du pays à Université de science et de technologie de Pyongyang. Pour promouvoir le livre, Suki Kim est apparue dans The Daily Show avec Jon Stewart le 10 décembre 2014. Sa Conférence TED 2015, What It's Like To Go Undercover in North Korea, a reçu une ovation debout de son public, comprenant notamment Bill Gates et Al Gore, et a depuis attiré des millions de téléspectateurs en ligne.
Ce livre a suscité une certaine controverse, les critiques disant que Suki Kim a potentiellement causé du tort aux étudiants sur lesquels elle a écrit et a provoqué des tensions entre l'université et le gouvernement nord-coréen. Suki Kim a été accusée d'histoires sensationnelles et de fausses déclarations sur le personnel universitaire dans son livre. En juin 2016, elle a confronté ses critiques dans un essai dans The New Republic. Dans cet essai, elle aborde le racisme et le sexisme dans le monde de l'édition ; elle examine aussi la « remise en cause systématique de son expertise » et ce qu'elle a appelé la mauvaise image de son livre de journalisme littéraire d'investigation comme mémoire. Son éditeur a par la suite retiré « mémoire » de la couverture de Without You, There Is No Us: Undercover Among the Sons of North Korea's Elite.
Suki Kim est rédactrice en chef de The New Republic. En mars 2016, elle a présenté sans son magazine le candidat du GOP Marco Rubio lors de sa campagne présidentielle de 2016.

## Travaux

### Essais et articles d'opinion
- The Good Student in North Korea, The New York Times Magazine, 31 octobre 2014
- The Dear Leader's Heinous Act, The New York Times, Op Ed, 17 décembre 2013
- The Shared Wound in Korea, The New York Times, Op Ed, 13 février 2013
- Forced from Home and Yet Never Free of it, The New York Times, 3 décembre 2010
- Notes d'une autre crise des cartes de crédit, The New York Times, Op Ed, 18 mars 2009
- «Globalizing Grief», The Wall Street Journal, Édition Op., 24 avril 2008
- «Great Leadership», The Wall Street Journal, Op Ed, 16 octobre 2007
- Asia's Apostles, The Washington Post, Op Ed, 25 juillet 2007
- Notre affaire a été une longue leçon sur la façon de rompre, The New York Times, 24 septembre 2006
- Faire face à la pauvreté avec les habitudes d'une fille riche, The New York Times, 21 novembre 2004
- Mariage de désagrément?, The New York Times, 22 juin 2003
- «La nouvelle vague de Corée», The New York Times, éd. Op., 10 mars 2003
- Translating Poverty and Pain, The New York Times, 2 mars 2003

### Romans
- L'interprète, Farrar, Straus & Giroux, 2003.

### Non-fiction
- Sans vous, il n'y a pas de nous; Mon temps avec les fils de l'élite nord-coréenne, Crown, 2014.